# Замок Бернард

Герб вождів клану О'Магоні.

Замок Бернард (англ. Castle Bernard) — один із замків Ірландії, розташований в графстві Корк.

## Історія замку Бернард
У давні часи цей замок називався замком Магон. Замок побудував ірландський клан О'Магоні і замок став резиденцією вождя цього клану. Замок був побудований орієнтовано в XV—XVI століттях. У 1588 році Англія здійнила завоювання низки територій Ірландії, які до того були їй не підвладні. Замок Магоні був конфіскований у власників і дарований Фане Беегеру. У 1640 році замок перейшов у володіння аристократичної родини Бернард — з того часу він отримав назву замок Бернард. У 1690 році під час так званих вільямітських (якобітських) війн між королем католиком Яковом ІІ та королем протестантом Вільямом ІІІ Оранським замок став ареною боїв. Загонами якобітів командував полковник Мак Карті. Замок утримували вільяміти, а штурмували замок якобіти. У XVIII столітті замок продовжував лишатися у власності родини Бернард. Замок неодноразово перебудовувався. Найбільша перебудова відбулася в 1798 році, коли Френсіс Бернард — І віконт Бандон побудував великий двоповерховий особняк впритул до замку. Додаткові зубці та башти були добудовані в 1815 році. У 1921 році замок став ареною боїв під час повстання і війни за незалежність Ірландії між британськими військами і загонами ІРА. Внаслідок боїв замок згорів і після цього не відновлювався — досі стоїть в руїнах. Нині біля замку є чудове поле для гольфу. Любителі грають у гольф біля руїн. Нині розробляються проекти реставрації замку.